# Son Goku (Band)
Son Goku ist eine deutsche Rockband mit Einflüssen von Electronic- und Reggaemusik, die 2002 gegründet wurde.

## Bandgeschichte
Der Name „Son Goku“ stammt aus dem Manga Dragon Ball, dort ist Son Goku der Protagonist. Den Gesangspart teilen sich Rapper Thomas D – bekannt als Mitglied von Die Fantastischen Vier – und der Sänger Komi Togbonou. Weitere Mitglieder sind der Schlagzeuger Bertil Mark, die Gitarristen Axel Hilgenstöhler (Thumb, The Machine, Produzent für Ice-T und Afrika Bambaataa) und Jochen Hornung sowie der Bassist Paul J. Greco, der früher bei Chumbawamba spielte.
2002 brachte die Band ihr erstes und bisher einziges Album Crashkurs auf Four Music heraus.

## Musikstil
Die Musik auf ihrem bisher einzigen Tonträger ist eine Mischung aus diversen Musikstilen. So wurden Elemente des Hardcore Punk, des Alternative Rock und auch des Reggaes mit elektronischer Musik vermengt. Songtexte und Gesang übernahmen Thomas D und Komi Togbonou.

## Diskografie

### Alben
- Crashkurs (2002)

### Singles
- Alle für jeden (2002)